# Camelote (Belize)
Camelote (auch: Camalote) ist ein Ort im Cayo District in Belize. 2010 hatte der Ort 2562 Einwohner in 560 Haushalten.

## Name
Der Name bezeichnet entweder einen Stoff aus Ziegenhaar (spanisch „Camelote“) oder nach dem Französischen: „Abfall“, kann sich aber auch auf das mythische Schloss Camelot beziehen.

## Geographie
Camelote liegt am George Price Highway vier Kilometer westlich der Hauptstadt Belmopan zwischen Roaring Creek und Teakettle. Im Süden des Ortes gibt es eine Teak Plantation, die bereits zu Roaring Creek gehört, während nach Norden das Gelände zum Belize River hin abfällt.

## Religion
Im Ort gibt es Kirchen der Kingdom Hall of Jehovah’s Witnesses (Zeugen Jehovas) und eine Ausbildungseinrichtung der Baptisten (Baptist Training Center), sowie eine Schule (St Jude R.C. School), die von der katholischen Kirche betrieben wird.

## Klima
Das Klima ist tropisch heiß.